# Baumklapperlerche

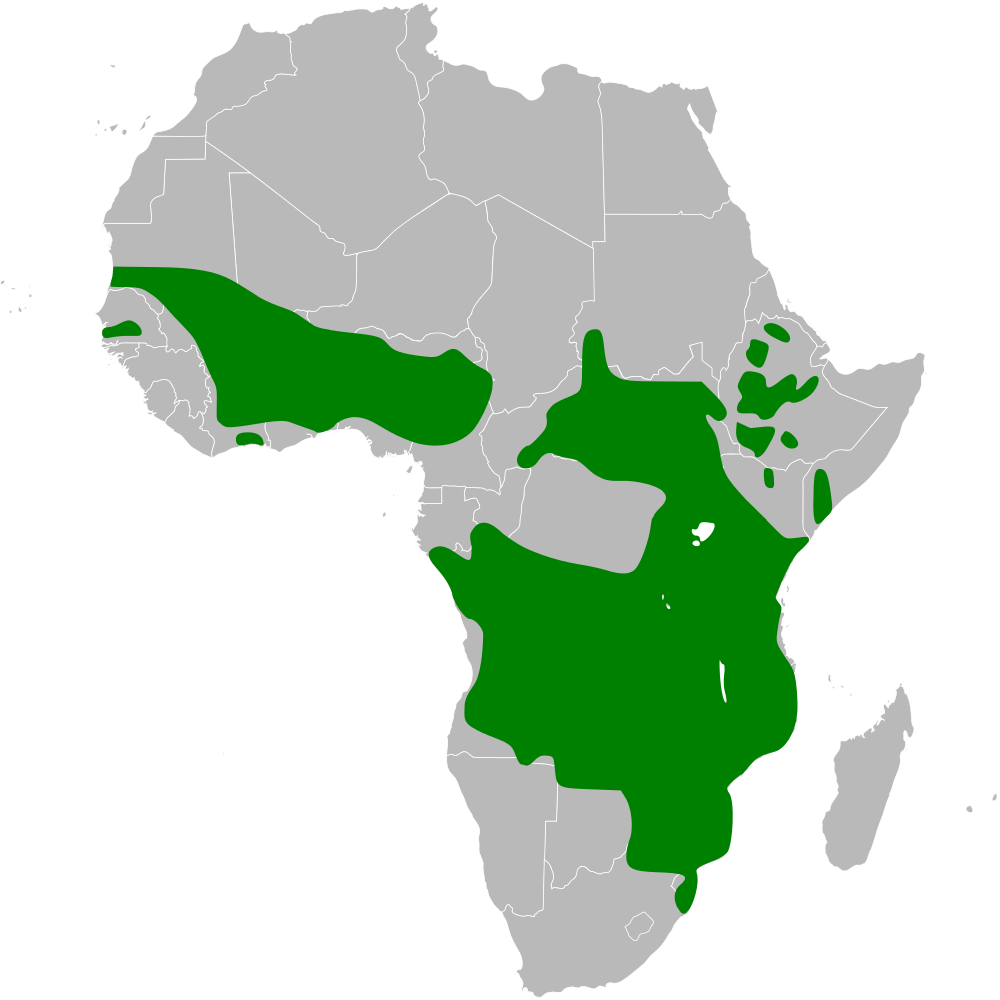
Verbreitungsgebiet der Baumklapperlerche

Die Baumklapperlerche (Mirafra rufocinnamomea) ist eine Art aus der Familie der Lerchen. Sie ist eine auf dem afrikanischen Kontinent weit verbreitete Art. Sie ist deutlich kleiner als eine Feldlerche, hat aber einen etwas kräftigeren Schnabel. Man unterscheidet 15 verschiedene Unterarten. Der Name leitet sich von den rasselnden und klappernden Instrumentallauten ab, die die Lerche mit den Flügeln erzeugt.
Die Bestandssituation der Baumklapperlerche wird als ungefährdet (least concern) eingestuft.

## Merkmale
Die Baumklapperlerche erreicht eine Körperlänge von 14 bis 18 Zentimeter, wovon 4,6 bis 5,8 Zentimeter auf den Schwanz entfallen. Der Schnabel hat vom Schädel aus gemessen beim Männchen eine Länge von 1,48 bis 1,75 Zentimeter, beim Weibchen eine Länge von 1,41 bis 1,7 Zentimeter. Beide Geschlechter wiegen zwischen 21 und 32 Gramm. Es besteht kein auffälliger Geschlechtsdimorphismus.
Das Gefieder der Baumklapperlärche ist überwiegend matt rötlich und auf der Körperoberseite auffallend schwärzlich längsgestreift, da alle Federn dunkle Schaftstriche aufweisen. Der Überaugenstreif ist rahmfarben. Die Scheitelfedern sind etwas verlängert und können zu einer kleinen Haube aufgestellt werden. Das Kinn und die Kehle sind weiß bis isabellfarben, die Brust ist etwas dunkler mit dunklen und rötlich braunen Sprenkeln. Die Schwingen sind braun mit unterschiedlichen rötlichen Anteilen. Die Schwanzfedern sind insgesamt dunkelbraun mit ebenfalls unterschiedlichen rötlichen Anteilen: Das mittlere Steuerfederpaar ist rötlichbraun mit dunklen Schaftstreifen, die Außenfahne der fünften Steuerfeder ist rötlich und die sechste (äußerste) Steuerfeder ist hell rötlich.

## Verwechslungsmöglichkeiten
Die Baumklapperlerche ähnelt der Grasklapperlerche. Das Verbreitungsgebiet der beiden Arten überlappt sich allerdings kaum. Die beiden Arten unterscheiden sich durch die Steuerfedern. Bei der Grasklapperlerche finden sich dort Weißanteile, die bei der Baumklapperlerche fehlen. Von der Angolalerche unterscheidet sich die Baumklapperlerche durch ihre geringere Körpergröße. Auch die Angolalerche hat einen Weißanteil bei den Schwanzfedern.

## Verbreitungsgebiet und Lebensraum
Die Baumklapperlerche ist eine in Afrika weit verbreitete Art. Sie kommt in Äthiopien, Sudan, Tschad, Zentralafrikanische Republik, Kamerun, Nigeria, Benin, Togo, Ghana, Burkina, Mali, Elfenbeinküste, Guinea, Sierra Leone, Senegal, Gambia, Mauretanien, Kenia, Tansania, Ruanda, Burundi, der Demokratischen Republik Kongo, Mosambik, Kongo, Sambia, Angola, Botswana, Namibia und der Republik Südafrika vor.
Der Lebensraum sind schütter bestandene Waldgebiete mit ausgedehnten Lichtungen mit niedriger und geringer Vegetation sowie Akaziensavannen. Sie ist auch an Straßenrändern zu beobachten.

## Unterarten

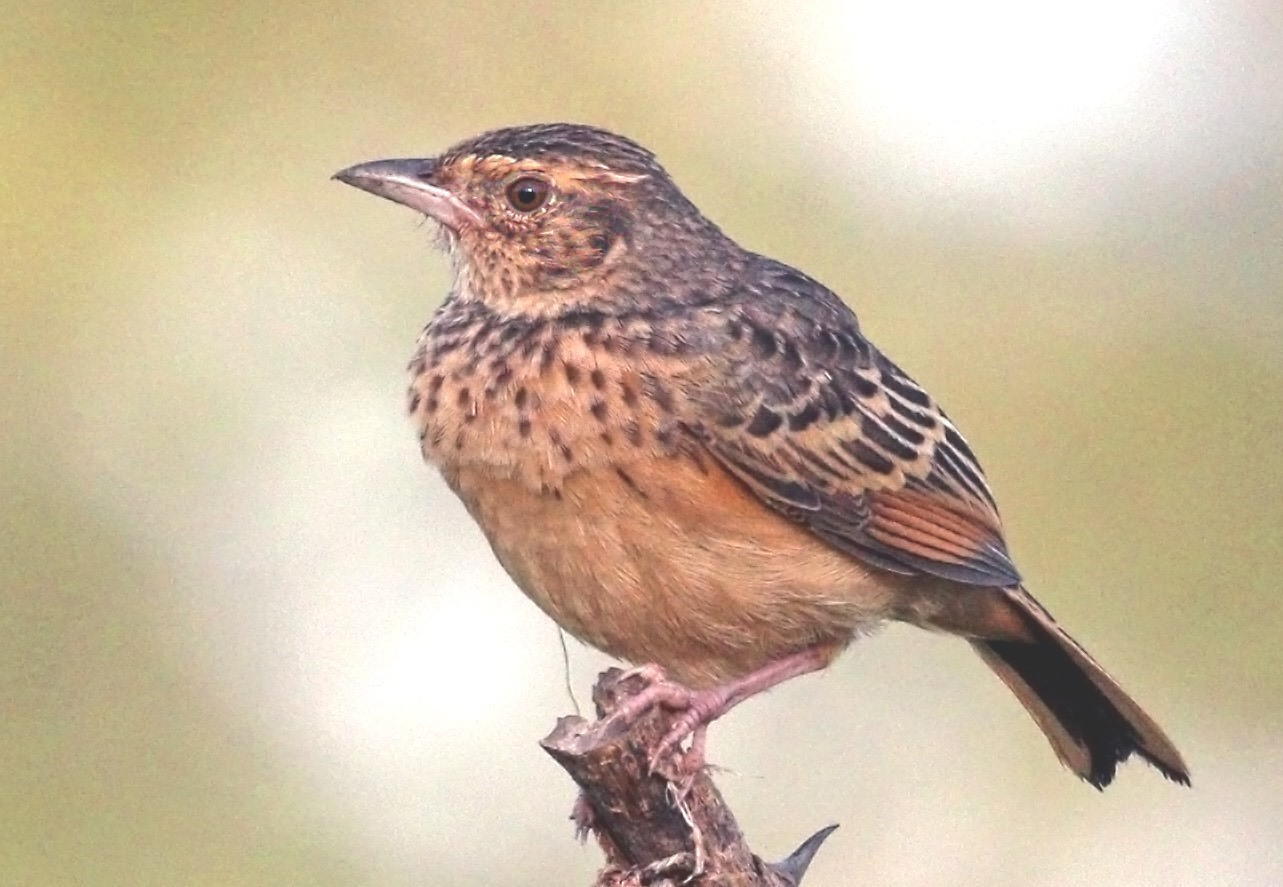
Aufgeplusterte Baumklapperlerche der Unterart M. r. kawirondensis

Die folgenden 15 Unterarten werden unterschieden:
- M. r. buckleyi (Shelley, 1873): Mauretanien und Senegal bis in den Norden von Kamerun.
- M. r. serlei (White, CMN, 1960): Südosten Nigerias.
- M. r. tigrina (Oustalet, 1892): Vorkommen vom Osten Kameruns bis in den Norden der Demokratischen Republik Kongo.
- M. r. furensis (Lynes, 1923): Vom Westen Sudans bis ins sudanesische Zentralgebiet.
- M. r. sobatensis Lynes, 1914: Sudan.
- M. r. rufocinnamomea (Salvadori, 1865): Nordwesten von Äthiopien und Zentraläthiopien.
- M. r. omoensis (Neumann, 1928): Südwesten Äthiopiens.
- M. r. torrida (Shelley, 1882): Vom Südosten des Sudan und Norden Äthiopiens bis in den Norden von Uganda, dem Zentralgebiet von Kenia und Tansania.
- M. r. kawirondensis (van Someren, 1921): Vorkommen im Osten der Demokratischen Republik Kongo, Westen Ugandas und Westen Kenias.
- M. r. fischeri (Reichenow, 1878): Vorkommen in Angola, dem Süden der Demokratischen Republik Kongo, im Norden des Kongos, im Norden von Sambia und im Norden Mosambiques bis zum Osten Tansanias, dem Osten Kenias und dem Süden Somalias.
- M. r. schoutedeni (White, CMN, 1956): Vorkommen in Gabun und Zentralafrikanische Republik bis in den Westen der Demokratischen Republik Kongo und dem Nordwesten Angolas.
- M. r. lwenarum (White, CMN, 1945): Vorkommen im Nordwesten von Sambia.
- M. r. smithersi (White, CMN, 1956): Vorkommen im Norden Sambias, Simbabwes, dem Nordosten von Botswana und dem Norden der Republik Südafrika.
- M. r. pintoi (White, CMN, 1956): Vorkommen im Süden von Mozambique, Eswatini und im Nordosten der Republik Südafrika.
- M. r. mababiensis (Roberts, 1932): Vorkommen im Westen Sambias bis ins Zentralgebiet von Botswana.

## Einzelbelege
1. ↑  Pätzold: Kompendium der Lerchen. S. 85.
2. 1 2  Pätzold: Kompendium der Lerchen. S. 82.
3. 1 2  Pätzold: Kompendium der Lerchen. S. 83.
4. ↑  IOC World Bird List 6.4. In: IOC World Bird List Datasets. doi:10.14344/ioc.ml.6.4 (englisch, worldbirdnames.org).